# 키코 코르테스
키코 코르테스(스페인어: Quico Cortés)로 잘 알려진 프란시스코 코르테스 훙코사(스페인어: Francisco Cortés Juncosa, 1983년 3월 29일~)는 스페인의 전직 필드하키 선수로 포지션은 골키퍼이다. 그는 스페인 필드하키 국가대표팀의 일원으로 활동했다. 
그는 국가대표 선수로서 올림픽에 4회 출전했고 2008년 하계 올림픽에서 은메달을 획득했다. 그는 국제 경기 323경기 출전하여 스페인 대표팀 최다 경기 출전 기록을 보유하고 있다.